# Ахматово (Болгарія)
Ахма́тово (болг. Ахматово) — село в Пловдивській області Болгарії. Входить до складу общини Садово.

## Населення
За даними перепису населення 2011 року у селі проживали 264 особи.
Національний склад населення села:
| Національність   | Кількість осіб | Відсоток |
| ---------------- | -------------- | -------- |
| болгари          | 214            | 82,9%    |
| цигани           | 43             | 16,7%    |
| турки            | 0              | 0%       |
| Всього відповіли | 258            |          |

Розподіл населення за віком у 2011 році:
Динаміка населення: